# La ciudad y las estrellas
La ciudad y las estrellas (The City and the Stars en inglés) es una novela de ciencia ficción escrita por Arthur C. Clarke en 1956.

## Contenido
En ella se presenta la Tierra dentro de mil millones de años, totalmente desierta y despoblada, privada de mares y vida, salvo por la ciudad de Diaspar, que se encuentra bajo una descomunal cúpula opaca. Hay máquinas que crean los objetos y alimentos a partir de átomos, lo contrario a la desintegración, lo cual permite tener todo lo deseado. Los ciudadanos ya no se reproducen, sino que cuando lo desean, su memoria se almacena en un gran banco de datos y su cuerpo es desintegrado. Cuando ellos lo han dispuesto o cuando el ordenador central lo elige, son recompuestos con apariencia adulta, pero sin recuerdos, que recuperarán a una edad determinada. Además, los habitantes de Diaspar tienen un miedo extremo al exterior, a todo lo que está fuera de la ciudad, y se niegan a explorarlo. Se dice que una raza extraterrestre destruyó el planeta, y que ellos son los únicos supervivientes. Sin embargo, hay alguien que se sale de la regla, y ese es Alvin.
Alvin es curioso, y revisando los planos más antiguos de la ciudad descubre que en su centro, por debajo de la estatua del fundador, hay algo parecido a una estación de metro. Al entrar allí, descubre que todos los túneles están destruidos, salvo uno que indica "Lys". Tras usar el transporte, llega a una ciudad al aire libre, situada entre montañas, en la cual los humanos se habían desarrollado a la manera normal durante muchas generaciones (llama mucho su atención la existencia de niños, gente con pelo sobre su cabeza, uñas, cosas todas ellas eliminadas de Diaspar). Allí conoce a Hilvar, un joven que decide ayudarle en su búsqueda de información sobre lo que realmente ocurrió con su planeta.

## Referencia bibliográfica
- Arthur C. Clarke, La ciudad y las estrellas. Editorial Edhasa (Colección Nebulae): Barcelona, 2004. ISBN 8435020991